# كفر الشيخ خليل
كفر الشيخ خليل إحدى قرى مركز شبين الكوم التابع لمحافظة المنوفية بجمهورية مصر العربية.

## التاريخ
قرية كفر الشيخ خليل من القرى القديمة، حيث وردت باسم «كوم حنا» في أعمال المنوفية ضمن قرى الروك الناصري التي أحصاها ابن الجيعان في كتاب «التحفة السنية بأسماء البلاد المصرية». وفي العصر العثماني وردت باسم «كوم حنا كفر بركة» في التربيع العثماني الذي أجراه الوالي العثماني سليمان باشا الخادم في عصر السلطان العثماني سليمان القانوني ضمن قرى ولاية المنوفية، وفي تاريخ 1228هـ/1813م الذي عدّ قرى مصر بعد المسح الذي قام به محمد علي باشا باسم «كفر الشيخ خليل» ضمن قرى مديرية المنوفية.

## السكان
بلغ عدد سكان كفر الشيخ خليل 4,475 نسمة، حسب الإحصاء الرسمي لعام 2006.